# ベン (韓国の歌手)
ベン（英：Ben、本名：イ・ウンヨン、1991年7月30日 - ）は、韓国の女性歌手である。

## 略歴
1991年7月30日、仁川広域市東区で生まれ、2004年には仁川満席小学校を卒業しファドジンジュン学校に入学、2007年度に博文女子高校に入学した後、2010年にべべミニョンのメンバーとしてデビューした。2011年、べべミニョンが解散、本格的にソロ活動をするようになり、2018年にアルバム「RECIPE」を発売した。

## ディスコグラフィー

### アルバム
- RECIPE（2018年5月8日）

### ミニ・アルバム
- 147.5（2012年10月10日）
- My Name Is BEN（2015年8月25日）
- Soulmate（2015年11月24日）

### OST
- 恋愛はもうやめ「恋愛じゃなくて結婚」
- You「ヒーラー〜最高の恋人〜」
- ドキドキ「プロデューサー」
- 霧の道(Prod. By ジニョン(B1A4))「雲が描いた月明り」
- Like a Dream「また！オヘヨン」
- 運命ならば「花遊記」
- Memory「内省的なボス」
- Can't go「この恋は初めてだから」
- If You Were Me「ミスターサンシャイン」
- 私の声が聞こえる？「ホテルデルーナ」